# 하르날크로켓
하르날크로켓(네덜란드어: garnaalkroket, 복수: garnaalkroketten 하르날크로케턴[*]) 또는 크로케트 드 크르베트(프랑스어: croquette(s) de crevettes)는 벨기에의 새우 크로켓이다. "회색 새우(네덜란드어: grijze garnaal 흐레이저 하르날[*], 프랑스어: crevette grise 크르베트 그리즈[*])"라 불리는 유럽자주새우와 베샤멜 소스를 넣어 만든다.